# Aphamartania marga
Aphamartania marga är en tvåvingeart som beskrevs av Pritchard 1941. Aphamartania marga ingår i släktet Aphamartania och familjen rovflugor. Inga underarter finns listade i Catalogue of Life.